# 1903 v dopravě
Tento článek obsahuje seznam událostí souvisejících s dopravou, které proběhly roku 1903.

## Červen
- 21. června

Byl slavnostně zahájen provoz na železniční trati Slavonice – Schwarzenau.
- 22. června

Do provozu byla uvedena železniční trať Tábor – Bechyně. Jednalo se o první elektrizovanou železnici v Rakousku-Uhersku.

## Srpen
- 1. srpna

Zahájení provozu na železniční trati Kadaň – Vilémov u Kadaně.

## Září
- 20. září

Zahájení provozu na železniční trati Svojšín – Bor.
- 28. září

Zahájení provozu na železniční trati Kácov – Světlá nad Sázavou.

## Říjen
- 19. října

Zahájení provozu na železniční trati Jičín – Turnov.